# Sceliages difficilis
Sceliages difficilis är en skalbaggsart som beskrevs av Zur Strassen 1965. Sceliages difficilis ingår i släktet Sceliages och familjen bladhorningar. Inga underarter finns listade i Catalogue of Life.